# Comitato Olimpico e Sportivo Ciadiano
Il Comitato Olimpico e Sportivo Ciadiano (noto anche come Comité Olympique et Sportif Tchadien in francese) è un'organizzazione sportiva ciadiana, nata nel 1963 a N'Djamena, Ciad.
Rappresenta questa nazione presso il Comitato Olimpico Internazionale (CIO) dal 1964 ed ha lo scopo di curare l'organizzazione ed il potenziamento dello sport in Ciad e, in particolare, la preparazione degli atleti ciadiani, per consentire loro la partecipazione ai Giochi olimpici. L'organizzazione è, inoltre, membro dell'Associazione dei Comitati Olimpici Nazionali d'Africa.
L'attuale presidente dell'associazione è Moussa Aggrey, mentre la carica di segretario generale è occupata da Idriss Dokony Adiker.